# Hans Modrow
Hans Modrow (ur. 27 stycznia 1928 w Jasenitz, zm. 11 lutego 2023 w Berlinie) – niemiecki polityk, ostatni komunistyczny premier Niemieckiej Republiki Demokratycznej. Wieloletni działacz SED, od 1999 do 2004 deputowany do Parlamentu Europejskiego.

## Życiorys
Po ukończeniu szkoły podstawowej praktykował w zawodzie mechanika. Został powołany do oddziałów Volkssturmu, w latach 1945–1949 pozostawał w niewoli radzieckiej. W 1950 wstąpił do Socjalistycznej Partii Jedności. W latach 50. pełnił różne funkcje w związanych z SED organizacjach młodzieżowych. Kształcił się w zakresie ekonomii, został też doktorem w zakresie socjologii pracy.
Przez wiele lat był członkiem komitetu centralnego partii komunistycznej, a także deputowanym do Izby Ludowej. Przez kilkanaście lat kierował strukturami SED w Dreźnie. Od 13 listopada 1989 do 12 kwietnia 1990 był premierem Niemieckiej Republiki Demokratycznej, przedostatnim w historii tego kraju i ostatnim wywodzącym się z SED.
Po zjednoczeniu Niemiec pozostał aktywnym działaczem postkomunistów w ramach PDS i jej następczyń (m.in. jako honorowy przewodniczący Die Linke). W 1993 został uznany za winnego oszustw wyborczych przy organizacji wyborów miejskich w Dreźnie w 1989, jednocześnie sąd federalny odstąpił od wymierzenia mu kary.
W wyborach w 1999 uzyskał mandat posła do Parlamentu Europejskiego. Był członkiem grupy Zjednoczonej Lewicy Europejskiej i Nordyckiej Zielonej Lewicy oraz członkiem Komisji Rozwoju i Współpracy. W PE V kadencji zasiadał do 2004.
Zmarł w 2023 w jednym z berlińskich szpitali na skutek komplikacji po przebytym udarze mózgu.

## Odznaczenia
Odznaczony Orderem Karla Marksa (1978) i Złotym Orderem Zasług dla Ojczyzny (1975), a także rosyjskim Orderem Przyjaźni (2017) i kubańskim Orderem Solidarności (2019).

## Wybrane publikacje
- Wie eine Jugendkontrollbrigade arbeiten soll!, Berlin 1952
- Welche Aufgaben hat die FDJ beim Kampf für den Sieg des Sozialismus in der DDR?, Berlin 1959
- Für ein neues Deutschland, besser als DDR und BRD, Berlin 1990
- Aufbruch und Ende (współautor), Berlin 1991
- Das Große Haus. Insider berichten aus dem ZK der SED, Berlin 1994
- Der 8. Mai 1945. Ende und Anfang, Berlin 1995
- Das Große Haus von außen. Erfahrungen im Umgang mit der Machtzentrale in der DDR, Berlin 1996
- Unser Zeichen war die Sonne. Gelebtes und Erlebtes, Berlin 1996
- Ich wollte ein neues Deutschland (współautor), Berlin 1998
- Die Perestroika – wie ich sie sehe. Persönliche Erinnerungen und Analysen eines Jahrzehntes, das die Welt veränderte (współautor), Berlin 1998
- Vor dem großen Sprung? Überblick über die Politik der Japanischen Kommunistischen Partei (współautor), Schkeuditz 2000
- Von Schwerin bis Strasbourg. Erinnerungen an ein halbes Jahrhundert Parlamentsarbeit, Berlin 2001
- Zur Hypothek des kommunistischen Erbes. Überlegungen zur historischen Niederlage des Kommunismus. Konferenzbeiträge, Berlin 2003
- Junkerland in Bauernhand. Die deutsche Bodenreform und ihre Folgen (współautor), Berlin 2005
- Überholt wird links. Was kann, was will, was soll die Linkspartei (współautor), Berlin 2005
- Links oder lahm? Die neue Partei zwischen Auftrag und Anpassung (współautor), Berlin 2006
- In historischer Mission. Als deutscher Politiker unterwegs (współautor), Berlin 2007
- Lateinamerika, eine neue Ära? (współautor), Berlin 2008
- Zeiten und Zäsuren. Stefan Doernberg zum 85. Geburtstag, Berlin 2009
- Hans Modrow – sagen, was ist, Berlin 2010[10]